# Dharanindra Varman II
Dharanindra Varman II fut roi de l'Empire khmer de 1150 à 1160. 
Dharanindra Varman II est le fils du prince Mahidharaditya, un neveu par sa mère des rois Dharanindra Varman Ier et Jayavarman VI, et cousin germain de la princesse Narendralakshmi ; il est donc le cousin issu de germain et successeur de Suryavarman II.
Dharanindra Varman II épouse Jayarajacudamani, fille d'un prince Harshavarman et petite-fille de Suryavarman Ier. De cette union naît le futur roi Jayavarman VII qui dédie le temple de Preah Khan à son père et où ce dernier est représenté par une statue d'Avalokiteśvara.
On lui attribue la construction de plusieurs monuments bouddhiques, tels Beng Mealea, le Preah Khan de Kompong Svay (de nos jours dans la province de Preah Vihear) et des temples d'étapes entre ces deux sites et Angkor.